# Seznam chráněných území v okrese Medzilaborce
Toto je seznam chráněných území v okrese Medzilaborce aktuální k roku 2015, ve kterém jsou uvedena chráněná území v oblasti okresu Medzilaborce.
| Kód | Obrázek | Typ | Název                | Rozloha (ha) | Galerie Commons                                          | Popis území | Souřadnice                     |
| --- | ------- | --- | -------------------- | ------------ | -------------------------------------------------------- | --- | ------------------------------ |
| 502 | Beskyd  | PR  | Beskyd               | 49,4400      | Kategorie „Beskyd (nature reserve)“ na Wikimedia Commons | | 49°12′30″ s. š., 22°4′5″ v. d. |
| 618 |         | PR  | Čertižnianske lúky   | 1,3636       |                                                          | |                                |
| 537 |         | PR  | Haburské rašelinisko | 1,3400       |                                                          | |                                |
| 565 |         | PR  | Jarčiská             | 0,4540       |                                                          | |                                |
| 633 |         | NPR | Palotská jedlina     | 157,1500     |                                                          | Předmětem ochrany jsou přirozené pralesní jedlové bučiny s výskytem původní jedle na vědeckovýzkumní, nauční a kulturně-výchovní cíle. |                                |